# Фінал кубка Німеччини з футболу 1969
Фінал Кубка Німеччини з футболу 1969 — фінальний матч розіграшу кубка Німеччини сезону 1969 відбувся 14 червня 1969 року. У поєдинку зустрілися мюнхенська «Баварія» та гельзенкірхенський «Шальке 04». Перемогу з рахунком 2:1 здобула «Баварія».
| Володар Кубка Німеччини 1969 |
| ---------------------------- |
|                              |
| «Баварія» Четвертий титул    |

## Учасники
| Клуб        | Участей | Роки (жирним виділено перемоги)    |
| ----------- | ------- | ---------------------------------- |
| «Баварія»   | 3       | 1957, 1966, 1967                   |
| «Шальке 04» | 6       | 1935, 1936, 1937, 1941, 1942, 1955 |

## Шлях до фіналу
| Раунд                                                   | Противник                | Рахунок                           |
| ------------------------------------------------------- | ------------------------ | --------------------------------- |
| 1/16                                                    | «Кікерс» (Оффенбах)      | 0–0 дч (Д) 1–0 (Г) (перегравання) |
| 1/8                                                     | «Армінія» (Ганновер) (Д) | 1–0                               |
| 1/4                                                     | «Гамбург» (Г)            | 2–0                               |
| 1/2                                                     | «Нюрнберг» (Д)           | 2–0                               |
| (Д) = Вдома; (Г) = У гостях; (Н) = На нейтральному полі |                          |                                   |

| Раунд                                                   | Противник                   | Рахунок                           |
| ------------------------------------------------------- | --------------------------- | --------------------------------- |
| 1/16                                                    | «Рот-Вайс» (Обергаузен) (Г) | 3–2 дч                            |
| 1/8                                                     | «Альзенборн» (Д)            | 3–1                               |
| 1/4                                                     | «Алеманія» (Д)              | 2–0                               |
| 1/2                                                     | «Кайзерслаутерн»            | 1–1 дч (Г) 3–1 (Д) (перегравання) |
| (Д) = Вдома; (Г) = У гостях; (Н) = На нейтральному полі |                             |                                   |

## Матч

### Деталі
| 14 червня 1969 16:00 (CET) |

| Баварія (Мюнхен) | 2:1      | Шальке 04     |
| ---------------- | -------- | ------------- |
| Мюллер 12' 35'   | Протокол | Польшмідт 20' |

| Вальдшта́діон, Франкфурт-на-Майні Глядачів: 60 000 Арбітр: Гельмут Фрітц |

|  |  |

| В                |  | Зепп Маєр             |
| З                |  | Франц Бекенбауер      |
| З                |  | Петер Пумм            |
| З                |  | Ганс-Георг Шварценбек |
| З                |  | Вернер Ольк (к)       |
| ПЗ               |  | Август Старек         |
| ПЗ               |  | Гельмут Шмідт         |
| ПЗ               |  | Райнер Ольгаузер      |
| Н                |  | Дітер Бреннінгер      |
| Н                |  | Герд Мюллер           |
| Н                |  | Франц Рот             |
| Головний тренер: |  |                       |
| Бранко Зебець    |  |                       |

| В                |  | Норберт Нігбур        |     |
| З                |  | Клаус Фіхтель (к)     |     |
| З                |  | Фрідель Рауш          |     |
| З                |  | Клаус Зенгер          |     |
| З                |  | Ганс-Юрген Бехер      | 60' |
| ПЗ               |  | Гайнц ван Гаарен      | 76' |
| ПЗ               |  | Герхард Нойзер        |     |
| ПЗ               |  | Германн Ерлгофф       |     |
| Н                |  | Манфред Польшмідт     |     |
| Н                |  | Ганс-Юрген Вітткамп   |     |
| Н                |  | Райнгард Лібуда       |     |
| Заміни:          |  |                       |     |
| З                |  | Вальдемар Сломяни     | 76' |
| З                |  | Юрген-Міхаель Галберц | 60' |
| Головний тренер: |  |                       |     |
| Руді Гутендорф   |  |                       |     |